# Gloria Muzito
Gloria Anna Muzito (née le 29 novembre 2002) est une nageuse ougandaise et suédoise, pratiquant les courses de nage libre. 

## Biographie

### Études
Après avoir émigré en Suède, Gloria Muzito étudie à la Hedbergska Skolan Sundsvall ainsi qu'au Sundsvall Gymnasium.
Elle étudie ensuite aux États-Unis. Elle est nommée dans un certain nombre de distinctions de l'Atlantic Coast Conference, telles que l'équipe académique All-ACC et le tableau d'honneur de l'ACC entre 2021 et 2022. Fin 2022, elle était l'une des étudiants-athlètes récipiendaires du Go Teach Dr Pepper Tuition Giveaway 2022 pour l'aider à poursuivre ses études dans l'éducation et le coaching. Depuis mars 2024, Muzito est étudiante en management sportif à l'université d'État de Floride en gestion du sport.

### Carrière en natation
Gloria Muzito fait partie de l'équipe de natation de l'université d'État de Floride, les Seminoles de Florida State, après avoir fait partie du Dolphins Swim Club à Kampala ainsi que du Sundsvall Simsällskap en Suède.
Au niveau international, Muzito représente tout d'abord la Suède entre 2014 et 2022, faisant partie de l'équipe nationale junior suédoise de natation. Elle participe notamment aux Championnats d'Europe juniors de natation 2016 et au Festival olympique d'été de la jeunesse européenne 2017 où elle est médaillée d'argent du 50 mètres nage libre et médaillée de bronze en relais 4 × 100 m nage libre mixte.
Elle change ensuite de nationalité sportive, représentant désormais l'Ouganda. Elle dispute les Championnats du monde de natation 2024 à Doha, nageant les séries du 100 mètres nage libre,. Elle remporte une médaille de bronze aux Jeux africains de 2023 à Accra sur le 100 mètres nage libre, établissant un record national,.
Aux Championnats d'Afrique de natation 2024 à Luanda, Gloria Muzito remporte la médaille d'or du 100 mètres nage libre et la médaille de bronze du 50 mètres nage libre,.
Elle est nommée porte-drapeau de la délégation ougandaise aux Jeux olympiques d'été de 2024  à Paris en compagnie du coureur cycliste Charles Kagimu.

## Palmarès

### Championnats d'Afrique
- Luanda 2024
  -  Médaille d'or sur 100 mètres nage libre[13]
  -  Médaille de bronze sur 50 mètres nage libre[14]

### Jeux africains
- Accra 2023
  -  Médaille de bronze sur 100 mètres nage libre[11]

### Festival olympique de la jeunesse européenne
- Győr 2017
  -  Médaille d'argent sur 50 mètres nage libre[7]
  -  Médaille de bronze sur 4 × 100 mètres nage libre mixte[8]